# Schuyler (Nebraska)
Pour les articles homonymes, voir Schuyler.
La ville de Schuyler est le siège du comté de Colfax, dans l’État du Nebraska, aux États-Unis. Sa population s’élevait à 5 371 habitants lors du recensement de 2000.

## Histoire
La ville, ainsi que le comté, a été nommée en hommage au vice-président Schuyler Colfax.